# European Girls' Mathematical Olympiad
Le European Girls' Mathematical Olympiad (Egmo) sono una competizione annuale di 6 problemi matematici, per un punteggio massimo di 7 punti ciascuno, e del valore totale massimo di 42 punti, organizzata in Europa per le studentesse delle scuole superiori, dell'età massima di 20 anni, dal 2012. La competizione è nata sul modello delle China Girls' Mathematical Olympiad, alle quali non partecipano solo team di ragazze di nazionalità cinese, ma anche squadre di altri Paesi.
La prima edizione si è svolta a Cambridge, Uk, la seconda in Lussemburgo. La terza nel 2014 si è tenuta ad Antalya, in  Turchia. Alle edizioni finora svolte hanno partecipato 19 e 22 Paesi Europei, per un totale di 70 e 87 concorrenti. Oltre alle squadre europee, sono state invitate anche squadre degli Usa e della Arabia Saudita.  Le concorrenti partecipano in modo individuale, anche se la squadra è formata da quattro atlete. Le concorrenti vengono selezionate mediante i risultati ottenuti nelle Olimpiadi della matematica e coi punteggi ottenuti nelle concentrazioni annuali che vengono tenute generalmente due volte l'anno a Pisa.
Le migliori classificate vengono premiate secondo questo criterio:
- le prime classificate, per circa 1/12 dei concorrenti ricevono una medaglia d'oro
- le successive 1/6 della classifica generale ricevono una medaglia d'argento
- le successive 1/4 della classifica generale ricevono una medaglia di bronzo
- tutte coloro che non hanno ricevuto una medaglia ma hanno totalizzato il massimo dei punti in almeno uno dei sei problemi ricevono una menzione d'onore.